# Grand Prix Německa 1959
Grand Prix Německa 1959 (oficiálně XXI Grosser Preis von Deutschland) se jela na okruhu AVUS v Berlíně v Německu dne 2. srpna 1959. Závod byl šestým v pořadí v sezóně 1959 šampionátu Formule 1.

## Kvalifikace
| Poř.   | No. | Jezdec              | Konstruktér           | Čas    | Ztráta |
| ------ | --- | ------------------- | --------------------- | ------ | ------ |
| 1      | 4   | Tony Brooks         | Ferrari               | 2:05.9 | —      |
| 2      | 7   | Stirling Moss       | Cooper-Climax         | 2:06.8 | +0.9   |
| 3      | 6   | Dan Gurney          | Ferrari               | 2:07.2 | +1.3   |
| 4      | 1   | Jack Brabham        | Cooper-Climax         | 2:07.4 | +1.5   |
| 5      | 3   | Masten Gregory      | Cooper-Climax         | 2:07.5 | +1.6   |
| 6      | 5   | Phil Hill           | Ferrari               | 2:07.6 | +1.7   |
| 7      | 9   | Jo Bonnier          | BRM                   | 2:10.3 | +4.4   |
| 8      | 10  | Harry Schell        | BRM                   | 2:10.3 | +4.4   |
| 9      | 2   | Bruce McLaren       | Cooper-Climax         | 2:10.4 | +4.5   |
| 10     | 16  | Graham Hill         | Lotus-Climax          | 2:10.8 | +4.9   |
| 11     | 11  | Hans Herrmann       | BRM                   | 2:11.4 | +5.5   |
| 12     | 8   | Maurice Trintignant | Cooper-Climax         | 2:12.7 | +6.8   |
| 13     | 15  | Innes Ireland       | Lotus-Climax          | 2:14.6 | +8.7   |
| 14     | 17  | Cliff Allison       | Ferrari               | 2:05.8 | —      |
| 15     | 18  | Ian Burgess         | Cooper-Maserati       | 2:18.9 | +13.0  |
| DNS    | 12  | Jean Behra          | Behra-Porsche-Porsche | —      | —      |
| DNS    | 14  | Wolfgang von Trips  | Porsche               | —      | —      |
| Zdroj: |     |                     |                       |        |        |

## Závod
| Poř.   | No. | Jezdec              | Konstruktér           | Počet kol | Čas/Odstoupení                      | Pořadí na startu | Body |
| ------ | --- | ------------------- | --------------------- | --------- | ----------------------------------- | ---------------- | ---- |
| 1      | 4   | Tony Brooks         | Ferrari               | 60        | 2:09:31.6                           | 1                | 9    |
| 2      | 6   | Dan Gurney          | Ferrari               | 60        | + 2.9                               | 3                | 6    |
| 3      | 5   | Phil Hill           | Ferrari               | 60        | + 1:04.8                            | 6                | 4    |
| 4      | 8   | Maurice Trintignant | Cooper-Climax         | 59        | + 1 kolo                            | 12               | 3    |
| 5      | 9   | Jo Bonnier          | BRM                   | 58        | + 2 kola                            | 7                | 2    |
| 6      | 18  | Ian Burgess         | Cooper-Maserati       | 56        | + 4 kola                            | 15               |      |
| 7      | 10  | Harry Schell        | BRM                   | 49        | + 11 kol                            | 8                |      |
| Ret    | 2   | Bruce McLaren       | Cooper-Climax         | 36        | Řazení                              | 9                |      |
| Ret    | 11  | Hans Herrmann       | BRM                   | 36        | Nehoda                              | 11               |      |
| Ret    | 3   | Masten Gregory      | Cooper-Climax         | 23        | Motor                               | 5                |      |
| Ret    | 1   | Jack Brabham        | Cooper-Climax         | 15        | Řazení                              | 4                |      |
| Ret    | 16  | Graham Hill         | Lotus-Climax          | 10        | Převodovka                          | 10               |      |
| Ret    | 15  | Innes Ireland       | Lotus-Climax          | 7         | Diferenciál                         | 13               |      |
| Ret    | 17  | Cliff Allison       | Ferrari               | 2         | Spojka                              | 14               |      |
| Ret    | 7   | Stirling Moss       | Cooper-Climax         | 1         | Řazení                              | 2                |      |
| DNS    | 12  | Jean Behra          | Behra-Porsche-Porsche |           | Fatální nehoda v doprovodném závodě |                  |      |
| DNS    | 14  | Wolfgang von Trips  | Porsche               |           | Odvolán                             |                  |      |
| Zdroj: |     |                     |                       |           |                                     |                  |      |

Poznámky
1. ↑  Tony Brooks získal jeden bod za zajetí nejrychlejšího kola.

## Průběžné pořadí po závodě
Pohár jezdců
|        | Pořadí | Jezdec              | Body |
| ------ | ------ | ------------------- | ---- |
|        | 1      | Jack Brabham        | 27   |
|        | 2      | Tony Brooks         | 23   |
|        | 3      | Phil Hill           | 13   |
| 2      | 4      | Jo Bonnier          | 10   |
| 4      | 5      | Maurice Trintignant | 9    |
| Zdroj: |        |                     |      |

Pohár konstruktérů
|        | Pořadí | Konstruktér   | Body |
| ------ | ------ | ------------- | ---- |
|        | 1      | Cooper-Climax | 29   |
|        | 2      | Ferrari       | 24   |
|        | 3      | BRM           | 16   |
|        | 4      | Lotus-Climax  | 3    |
| Zdroj: |        |               |      |